# Clã Gordon
O Clã Gordon é um clã escocês da região das Terras Altas, Escócia.
O atual chefe é Granville Charles Gomer Gordon, 13º Marquês de Huntly.